# Львов, Матвей Данилович
Князь Матвей Данилович Львов — голова и воевода во времена правления Фёдора Ивановича и Бориса Годунова.
Из княжеского рода Львовы. Старший сын князя Данилы Семёновича Львова. Имел братьев, князей: объезжего и осадного голову в Москве (1598—1601) Дмитрия, Михаила и Тимофея Даниловичей.

## Биография
В 1586 году судья в Галичском приказе. В 1592 году второй воевода в Тобольске. В 1593 году указано ему идти воеводою у снарядов (артиллерии) на реку Лозьва. В 1597 году воевода в Вологде, где выдал Прилуцкому монастырю оброчную на сенные покосы. В 1598 году показан в дворянах и был головою у дозора сторожей и их становления в государевом Серпуховском походе по крымским вестям. В 1601-1603 годах воевода в Верхотурье. В царском наказе было велено:
- Распорядиться относительно приёма судовых снастей, железа и якорей.
- Принять меры, чтобы не выходили задержки в выварке соли на реке Негли в Верхотурском уезде (солевары жаловались царю, что им не дают достаточного количества дровосеков с людьми и лошадей для подвозки дров, надо 1200 сажень дров, а вывезли только 169 сажень).
- Устроить поселения для русских плотников в Вогульских юртах на реке Тура, чтобы они могли строить суда для подвозки хлеба в Сибирские города.
- По челобитной жильцов, стрельцов и казаков построить бани в Верхотурье.

От брака с неизвестной имел единственного сына, князя Луку Матвеевича Львова, погибшего в бою под Серпуховым.